# Abacena discalis
Abacena discalis är en fjärilsart som beskrevs av Walker 1865. Abacena discalis ingår i släktet Abacena och familjen nattflyn. Inga underarter finns listade i Catalogue of Life.